# Eric Djemba-Djemba
Eric Daniel Djemba-Djemba (Douala, 1981. május 4. –) kameruni válogatott labdarúgó.

## Pályafutása

### A válogatottban
Tagja volt a kameruni válogatottnak, amely megnyerte a 2002-es Afrikai Nemzetek Kupáját, és a 2003-as Konföderációs Kupán Franciaország mögött a második helyen végzett. Djemba-Djemba állítása szerint ő volt az utolsó személy, aki Marc-Vivien Foéval beszélgetett, mielőtt Foé összeesett a pályán, és később a kórházban meghalt. Tagja volt a 2002-es világbajnokságon szereplő kameruni válogatottnak. Azonban edzői nézeteltérések miatt kimaradt a 2010-es világbajnokságra utazó keretből. Bár megpróbált bekerülni a 2014-es világbajnokságra készülő kameruni válogatottba, végül nem került be a 28 fős keretbe, így lemaradt a tornáról.

## Magánélete
A kameruni Doualában született, és kameruni, valamint francia állampolgársággal rendelkezik. 2001. október 17-én honosítással szerezte meg a francia állampolgárságot.
Miután 2007-ben a Manchester Unitedtől az Aston Villához igazolt, csődöt jelentett.
Djemba-Djemba házas volt, és négy gyermeke született, mielőtt elvált. Keresztény vallású.

## Sikerei, díjai
Manchester United
- FA-kupa-győztes: 2003–04
- Angol szuperkupa-győztes: 2003

 Kamerun
- Afrikai nemzetek kupája-győztes: 2002

## További információ(k)

#### Közösségi platformok
- Eric Djemba-Djemba az Instagramon

#### Egyéb weboldalak
- Eric Djemba-Djemba adatlapja a Transfermarkt oldalán (angolul)
- Eric Djemba-Djemba adatlapja a Soccerway oldalon (angolul)
- Eric Djemba-Djemba adatlapja a Soccerbase oldalán (angolul)
- Eric Djemba-Djemba adatlapja a National Football Teams oldalán (angolul)
- Eric Djemba-Djemba az UEFA adatbázisában (angolul)